# Mi San Juan
Mi San Juan es el tercer álbum de estudio grabado por el cantautor dominicano Ramón Torres, lanzado el 23 de marzo de 2002.

## Lista de canciones
| N.º | Título                        | Duración |  |
| 1.  | «El Amor de una Novela»       | 4:17     |  |
| 2.  | «Eres una Abusadora»          | 3:37     |  |
| 3.  | «El Día en Que Tu Muera»      | 4:15     |  |
| 4.  | «El Club de los Borrachones»  | 3:11     |  |
| 5.  | «El Acordeón»                 | 4:24     |  |
| 6.  | «Jamás Volvió»                | 3:32     |  |
| 7.  | «La Promesa»                  | 3:52     |  |
| 8.  | «La Grandeza de un Autor»     | 3:40     |  |
| 9.  | «Homenaje a San Juan»         | 4:23     |  |
| 10. | «El Tizón Prendió (Merengue)» | 3:59     |  |
| 11. | «Bachata (Dj)»                | 3:46     |  |